# Progress M-21M
Progress M-21M (ryska: Прогресс М-21M) eller som NASA kallar den, Progress 53 eller 53P, är en rysk obemannad rymdfarkost som levererade förnödenheter, syre, vatten och bränsle till rymdstationen ISS. Den sköts upp med en Sojuz-U-raket från Kosmodromen i Bajkonur 25 november 2013 och dockade med ISS den 29 november.
Farkosten lämnade stationen 23 april 2014 för att testa ett nytt automatiskt dockningssystem. Farkosten dockade återigen med rymdstationen den 25 april 2014 och då med hjälp av det nya systemet.
Farkosten lämnade stationen en sista gång den 9 juni 2014 och brann upp i jordens atmosfär några timmar senare.

### Fotnoter
1. ↑  ”NASA Space Science Data Coordinated Archive” (på engelska). NASA. https://nssdc.gsfc.nasa.gov/nmc/spacecraft/display.action?id=2013-069A. Läst 1 mars 2020.
2. 1 2  Manned Astronautics - Figures & Facts Arkiverad 13 februari 2016 hämtat från the Wayback Machine., läst 22 juli 2016.